# Acura MDX
L'Acura MDX est le premier SUV du constructeur automobile japonais Acura, et remplace le 4X4 SLX disparu en 1999. Avec le MDX, Acura a réussi une entrée remarquée sur le segment des SUV de luxe et a permis à la marque d'augmenter ses ventes sur le marché nord-américain.

## Première génération (2000-2006)
Apparu fin 2000, le premier MDX surfe sur le succès de son principal concurrent, le Lexus RX. Contrairement à la plupart des autres Acura, le MDX n'est pas une Honda rebadgée car il n'emprunte pas sa base à un autre modèle et bénéficie d'un style bien à lui.
En 2003, un léger restylage est opéré et c'est sous le capot qu'il y a le gros changement: une hausse de la puissance. La même année, le MDX est désormais vendu au Japon sous la marque Honda.

### Motorisations
Un seul et unique moteur essence tout au long de sa carrière, revu en 2003:
- V6 3.5 L 240 ch. (2000-2003).
- V6 3.5 L 265 ch. (2003-2006).

Le tout couplé à une boîte automatique à cinq rapports.

### Galerie photos

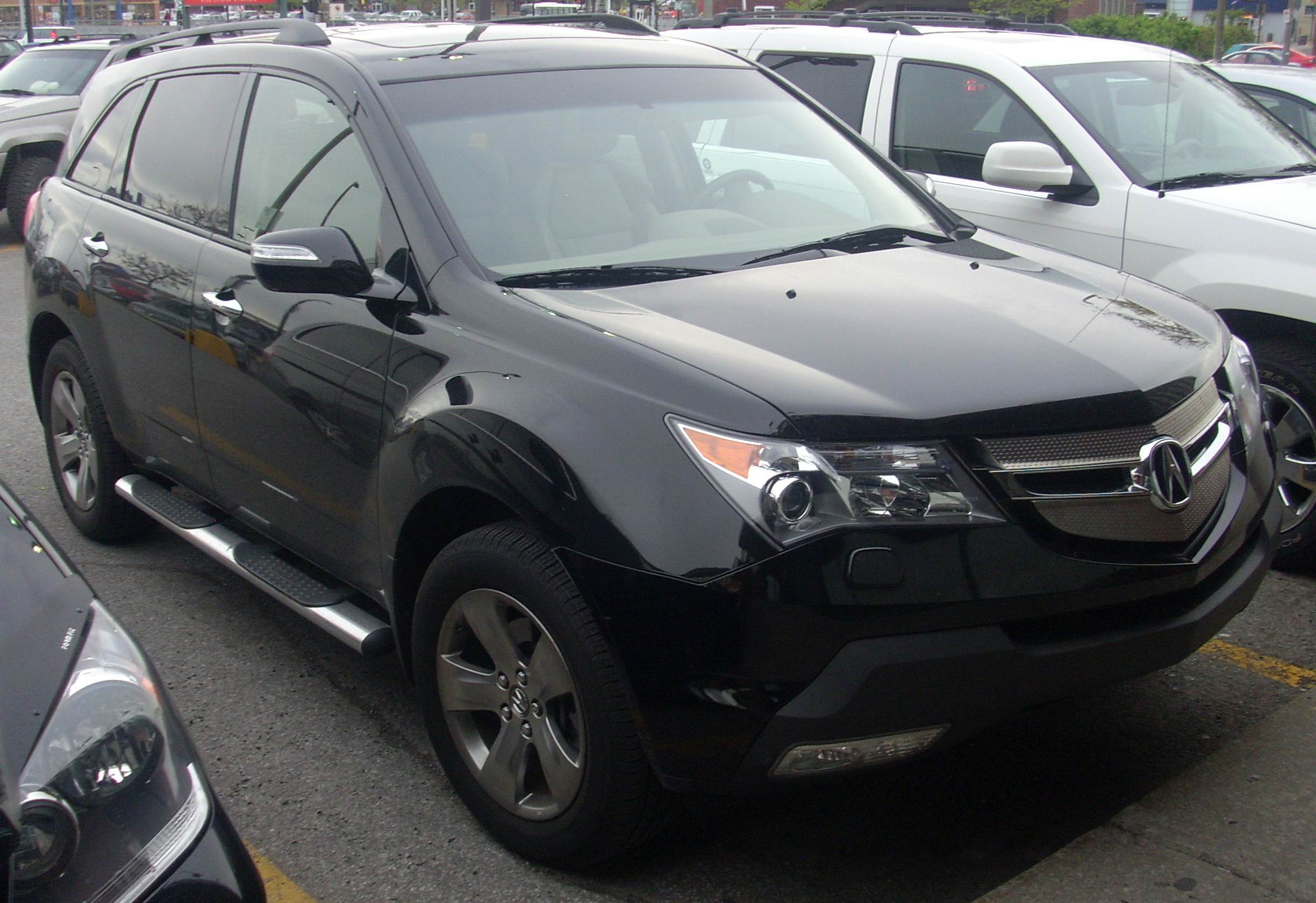
MDX II
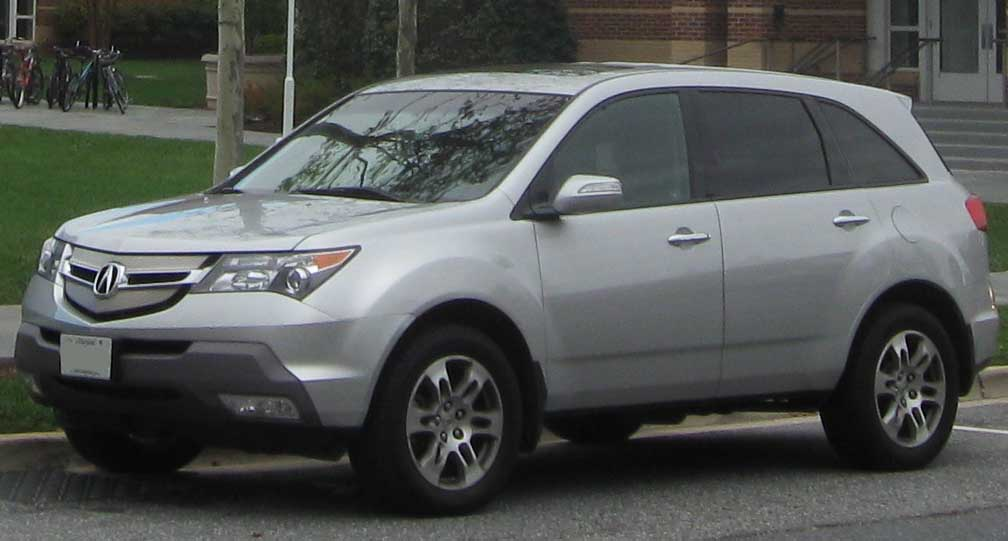
MDX II
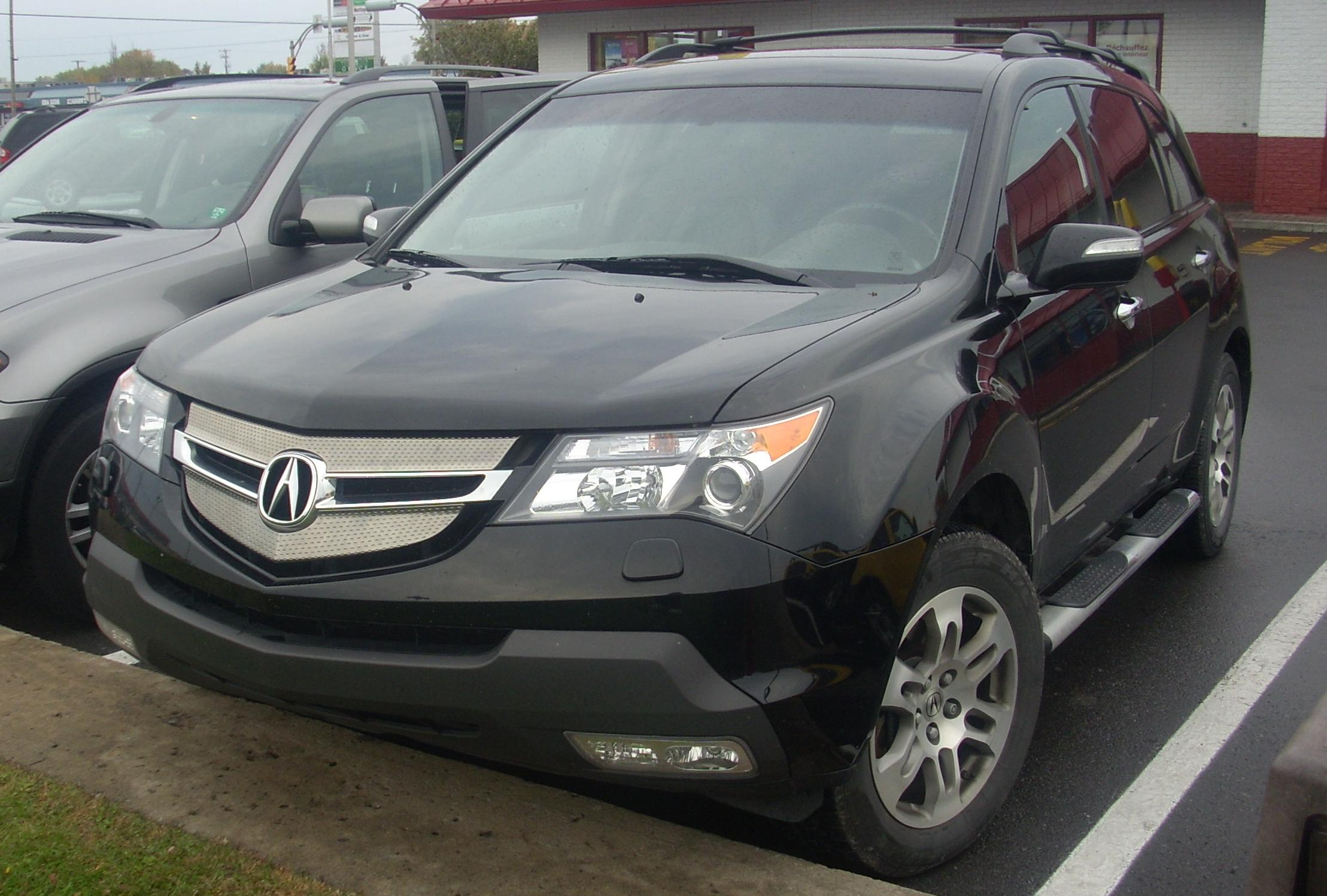
MDX II
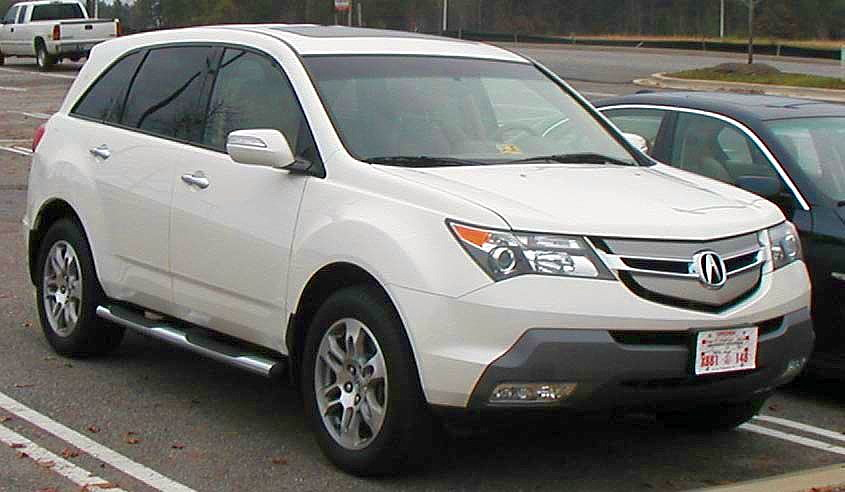
2007 MDX

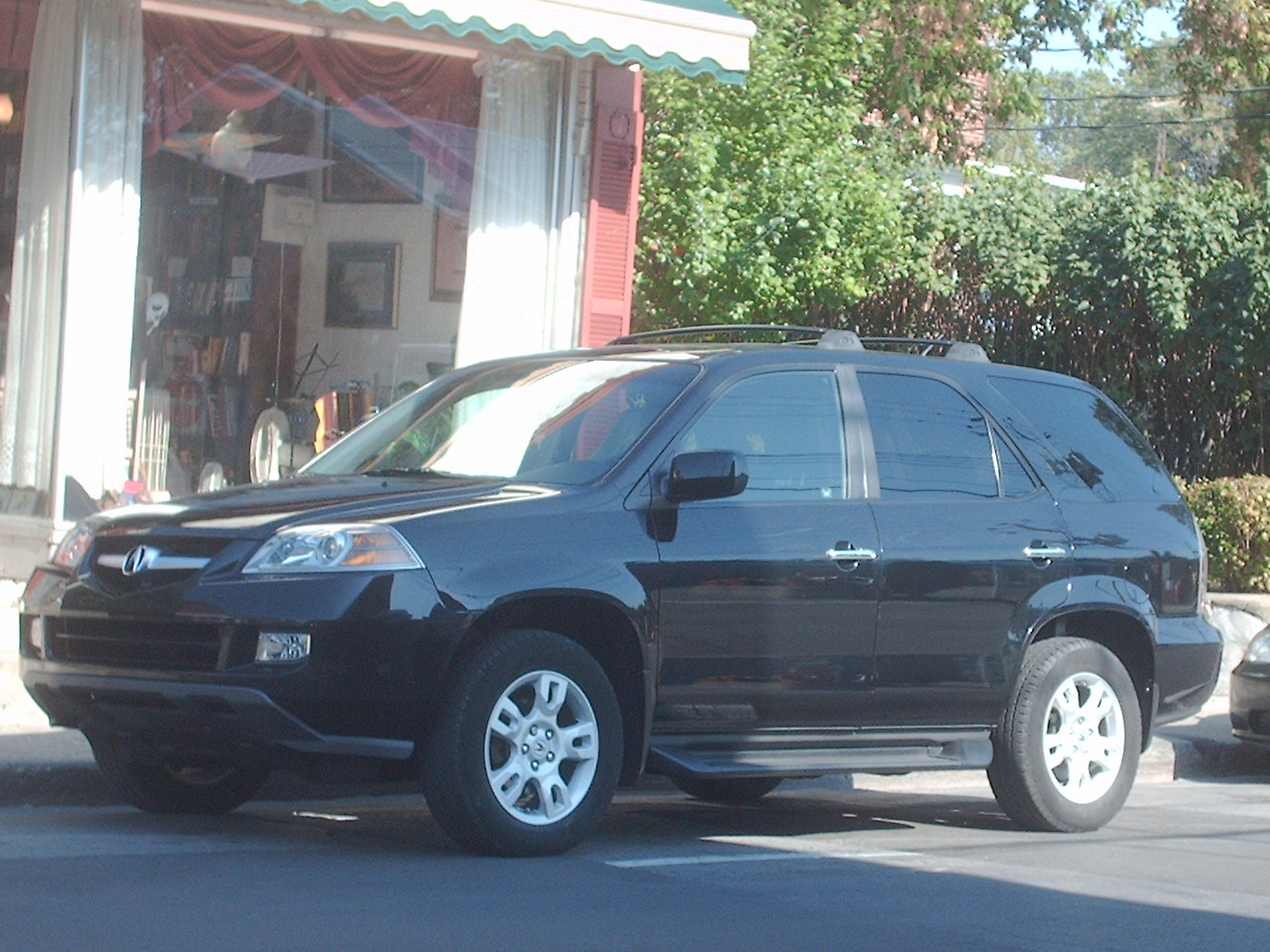
2004-06 MDX
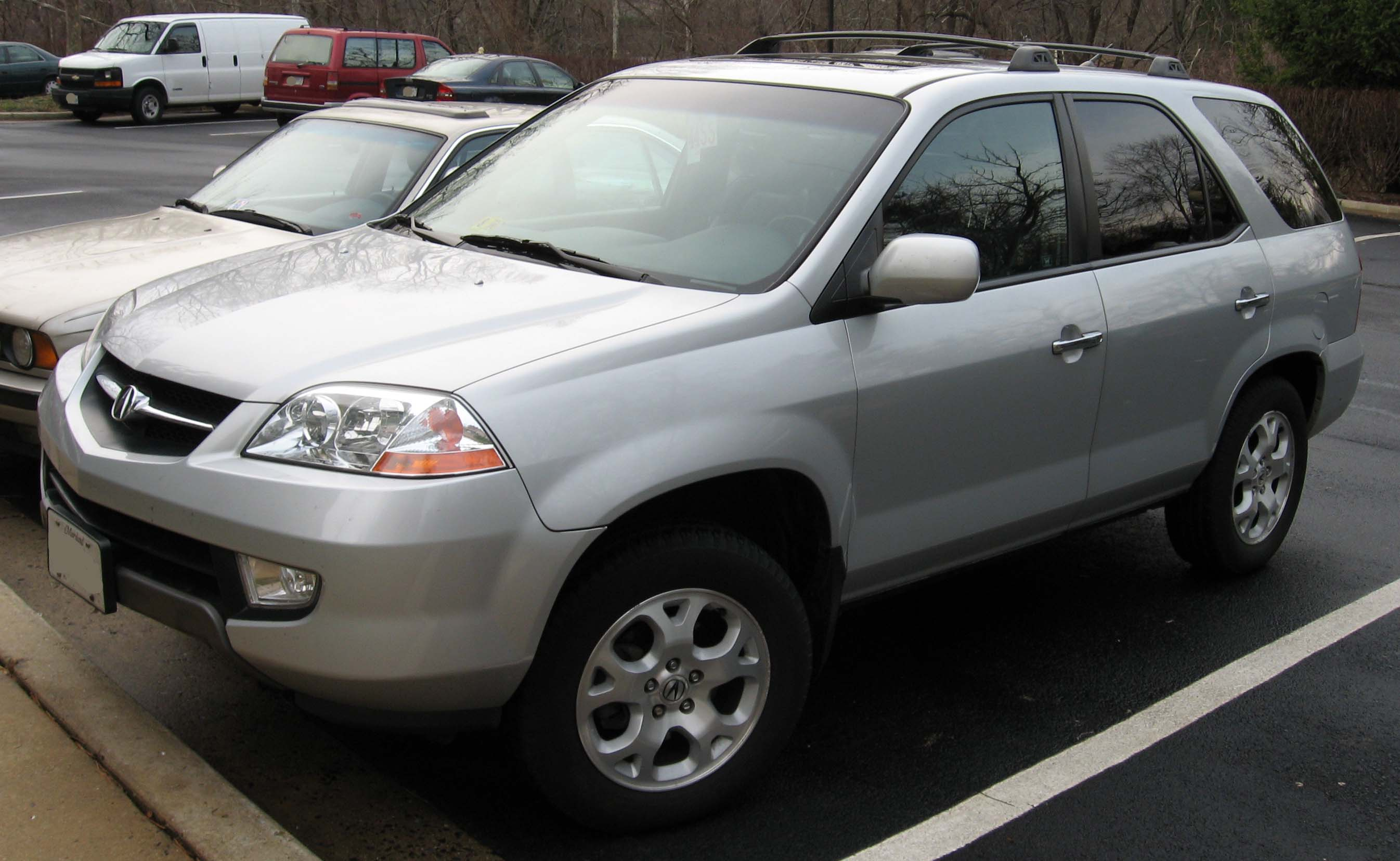
2001-03 MDX
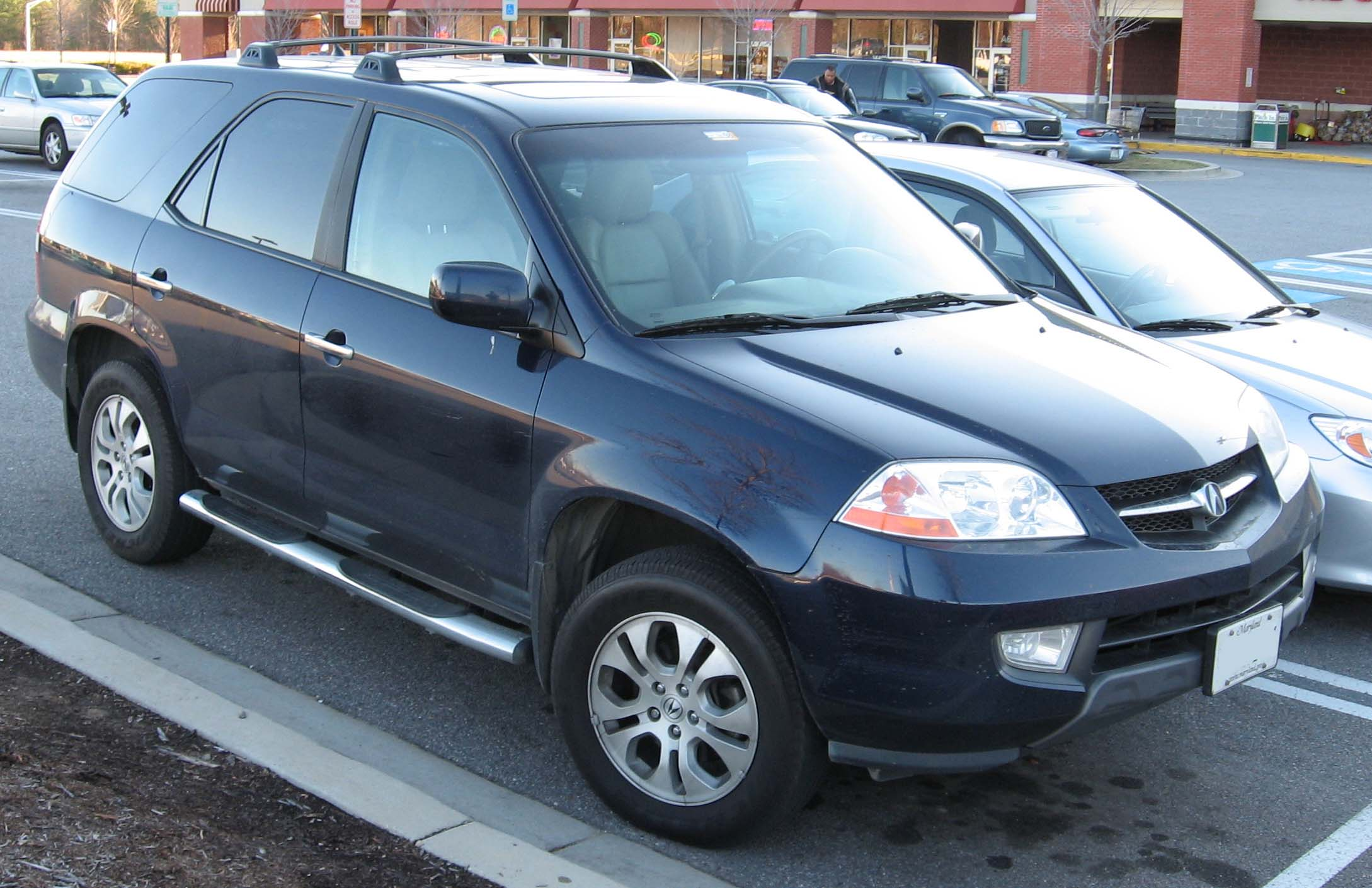
2001-03 MDX
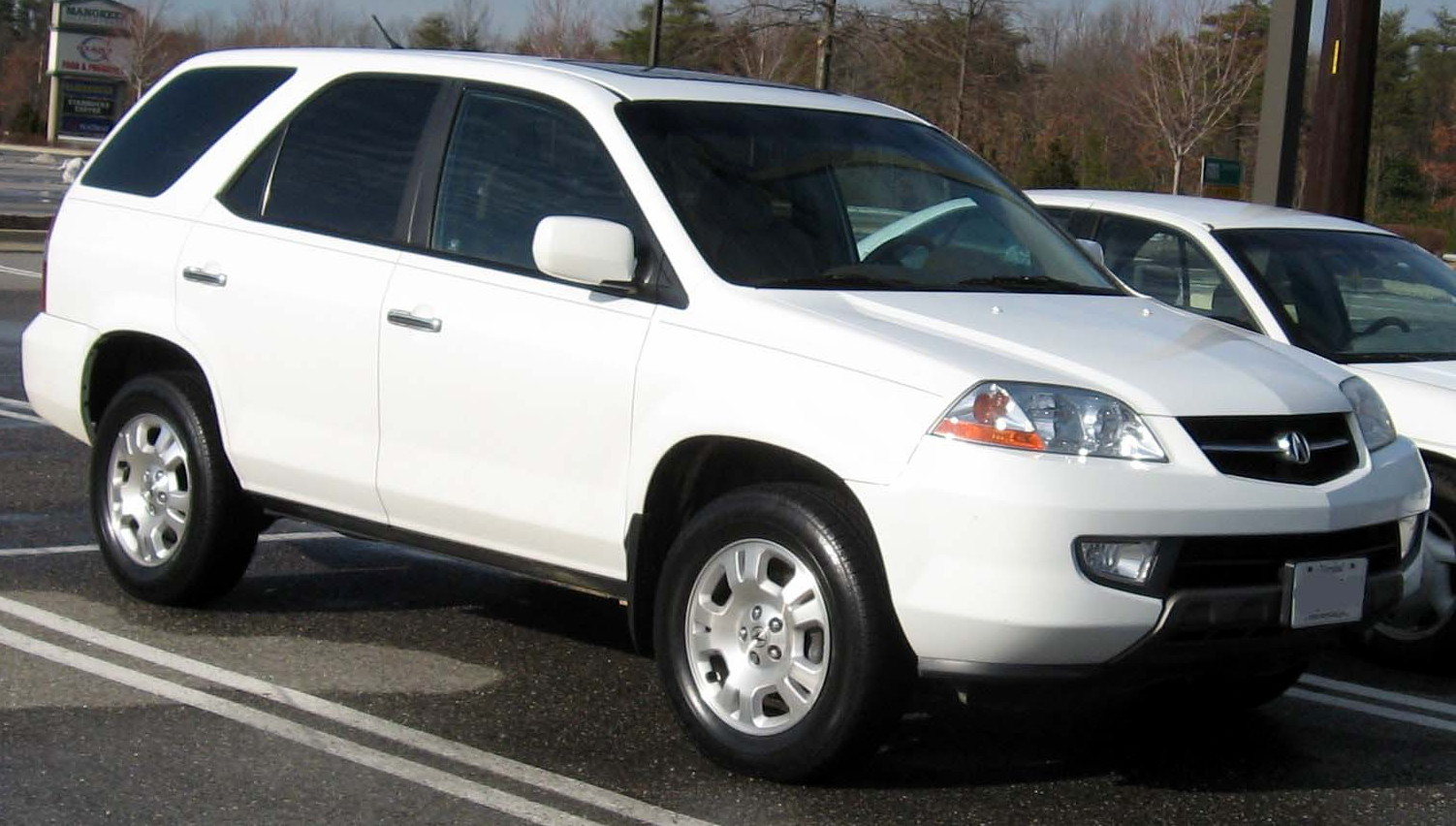
2001-03 MDX
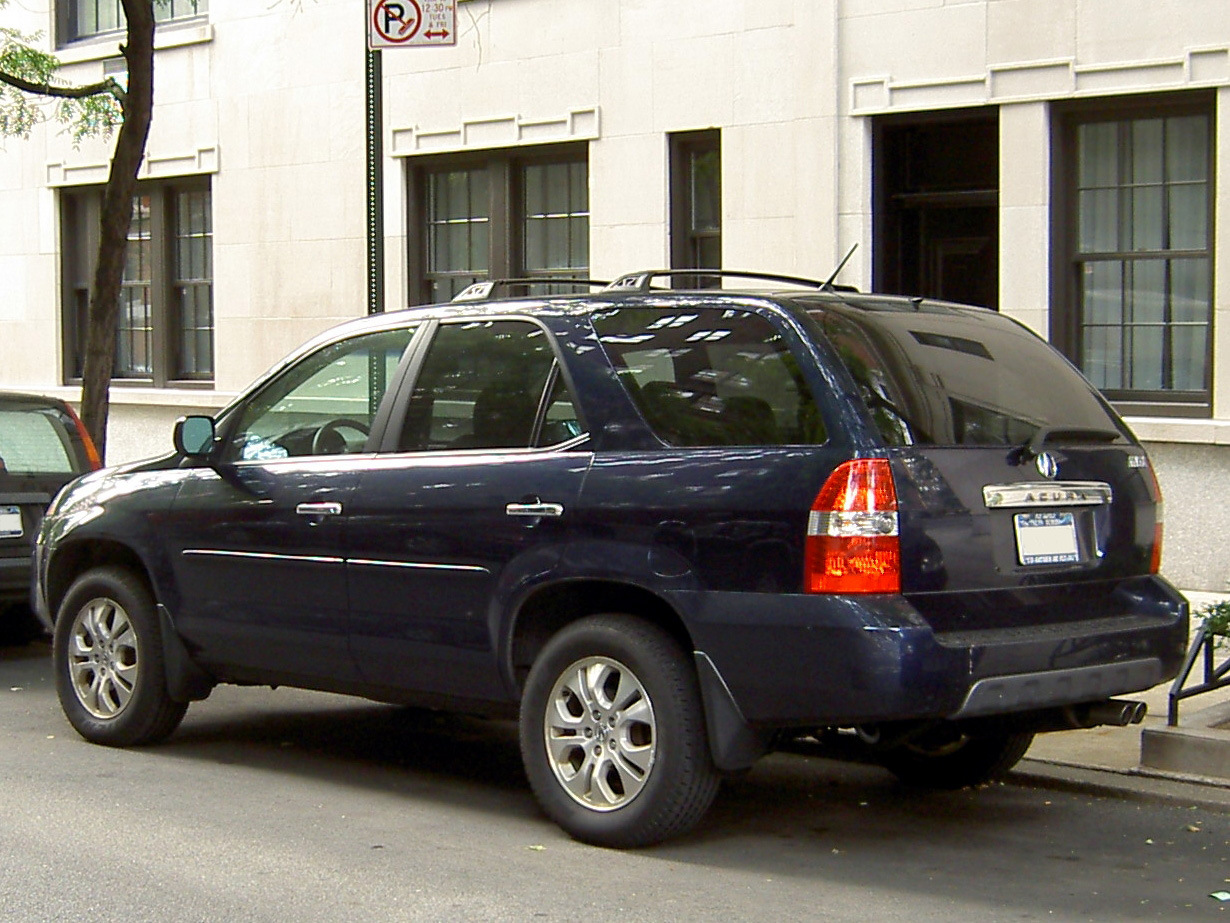
MDX
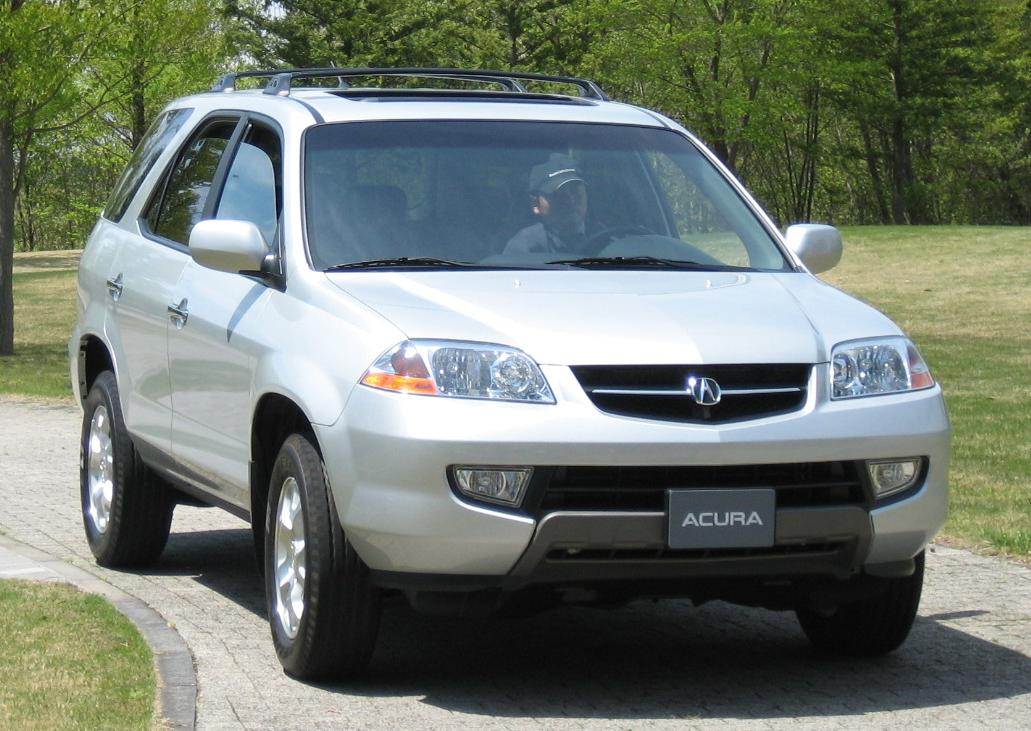
MDX

## Deuxième génération (2006-2013)

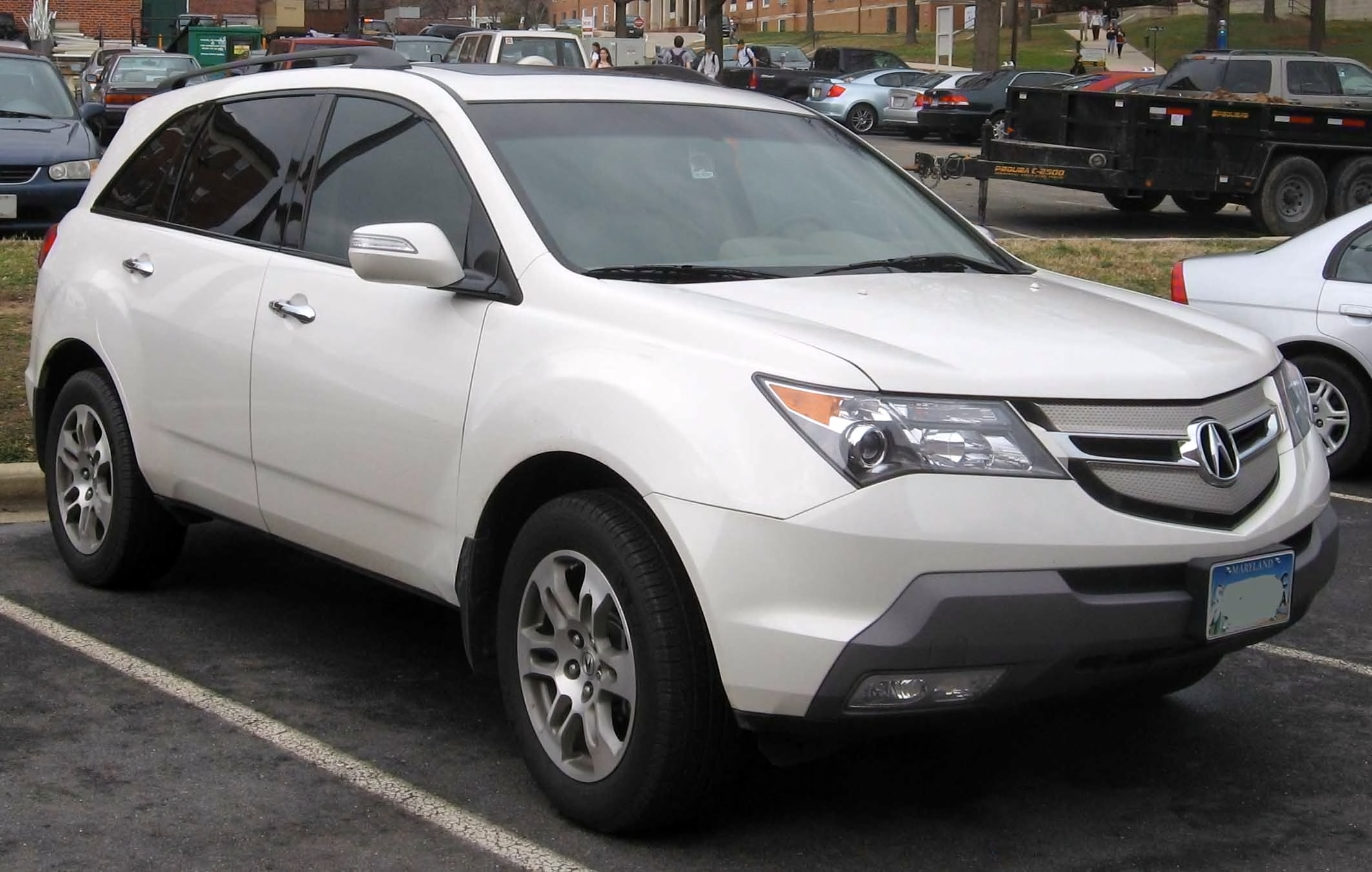
2007 MDX

La seconde génération du MDX est apparue courant 2006. Légèrement plus long et plus large que son prédécesseur, il adopte un design bien plus abouti que celui de la première génération. Il est maintenant couvert de bandes chromés au tour des fenêtres et des poignées de porte en 2010. Le MDX a été restylé fin 2009,.

### Motorisation
Il dispose que d'un seul bloc essence: V6 3.7 L 300 ch. Il est disponible uniquement avec une boîte auto à 5 rapports.

### Galerie photos
- MDX II
- MDX II
- MDX II
- 2007 MDX

## Troisième génération (2013-)
Le troisième opus de l'Acura MDX, sorti en 2014, est construit sur une plate-forme entièrement nouvelle, améliorant le confort de conduite, l'efficacité énergétique et la dynamique.
La carrosserie du SUV utilise des matériaux légers à plus de 55 % dans sa structure, résultant en une masse de 124,7 kg (275 lb) de réduction de poids du modèle précédent. Le corps aérodynamique adapté et élégant mesure 4197 mm (193,6 pouces) de longueur, 1961 mm (77,2 pouces) de largeur et 1717 mm (67,6 pouces). Le nouveau MDX dispose d'un intérieur luxueux et polyvalent, avec une troisième rangée de sièges improvisée en raison de l'accès des plus grandes ouvertures de portes et de la technologie Walk-In One-Touch qui se replie automatiquement sur les sièges de deuxième rangée avec un simple toucher d'un bouton. La puissance des sièges chauffants, beaucoup d'espaces de rangement, du cuir en premium, le démarrage à distance et des sièges de climatisation auto-liée sont une partie des caractéristiques intérieures disponibles. le MDX a obtenu 5 étoiles au crash-test, grâce à la protection de la structure de carrosserie à compatibilité avancée, les 4 roues ABS avec EBD et des airbags, ainsi que le Forward Collision Warning disponibles et le système de départ d'avertissement Lane.

## Ventes
| Année | Ventes USA | Diff.   | Ventes Canada   | Diff.    | Ventes Amérique du Nord | Diff.    |
| ----- | ---------- | ------- | --------------- | -------- | ----------------------- | -------- |
| 2000  | 9 750      |         | 980             |          | 10 730                  |          |
| 2001  | 40 950     | +320 %  | 3 964           | +304,5 % | 44 914                  | +318,6 % |
| 2002  | 52 955     | +29,3 % | 4 992           | +25,9 %  | 57 947                  | +29 %    |
| 2003  | 57 281     | +8,2 %  | 4 432           | -11,2 %  | 61 713                  | +6,5 %   |
| 2004  | 59 505     | +3,9 %  | 4 181           | -5,7 %   | 63 686                  | +3,2 %   |
| 2005  | 57 948     | -2,3 %  | 3 836           | -8,3 %   | 61 784                  | -3 %     |
| 2006  | 54 121     | -6,3 %  | 4 257           | +11 %    | 58 378                  | -5,5 %   |
| 2007  | 58 606     | +7,9 %  | 6 017           | +41,3 %  | 64 623                  | +10,7 %  |
| 2008  | 45 377     | -22,6 % | 5 514           | -8,4 %   | 50 891                  | -21,2 %  |
| 2009  | 31 178     | -31,3 % | NC              |          | 31 178                  |          |
| 2010  | 47 210     | +51,4 % | 5 994           |          | 53 204                  |          |
| 2011  | 43 271     | -8,3 %  | NC              |          | 43 271                  |          |
| Total | 558 152    |         | 44 167 (10 ans) |          | 602 319                 |          |